# 巴格
巴格（Bagh），是印度中央邦達爾縣的一个城镇。总人口7415（2001年）。

## 人口
该地2001年总人口7415人，其中男性3766人，女性3649人；0—6岁人口1204人，其中男616人，女588人；识字率62.81%，其中男性为70.92%，女性为54.43%。